# Objaw Rosenbacha
Objaw Rosenbacha – drżenie zamkniętych powiek w przebiegu choroby Gravesa-Basedowa. 